# Cathédrale de la Nativité-de-la-Bienheureuse-Vierge-Marie de Grand Island
Cette  cathédrale n’est pas la seule cathédrale de la Nativité.
La cathédrale de la Nativité-de-la-Bienheureuse-Vierge-Marie de Grand Island (en anglais : Cathedral of the Nativity of the Blessed Virgin Mary), également appelée cathédrale Sainte-Marie (St. Mary’s Cathedral), est une église située à Grand Island au Nebraska aux États-Unis, qui est pour l’Église catholique la cathédrale du diocèse de Grand Island. Elle a été inscrite au Registre national des lieux historiques en 1982. Elle a une capacité d'accueil de 900 personnes.

## Histoire
En 1859, deux frères originaires de Iowa City (Iowa), Patrick et Richard Moore, se sont installés à Hall County (Nebraska). Ils sont supposés être les premiers catholiques. D'autres familles catholiques suivirent et établirent leur foyer. En l'absence d'édifices religieux, la messe était célébrée par des prêtres de passage, dans la demeure des frères Moore (le premier était un révérend nommé Almire Fairmont). Puis, une fois dans l'année, des religieux en provenance de Omaha ou de Columbus célébraient la messe et administrait les sacrements.
Après l'établissement de lignes ferroviaires dans les environs de Hall County en 1868 (comté de Grand Island), la décision de construire une église fut actée. L'Union Pacific Railroad a fait don d'un terrain en 1869 et une première église, nommée St. Mary's, a vu le jour sous la direction du Révérend M. J. Ryan. Le bâtiment fut détruit avant sa consécration par une évènement climatique.
La seconde tentative fut stoppée en 1873 à cause de la Grande Depression. La troisième tentative fut lancée en février 1877 avec la pose de la première pierre en Mai. Le bâtiment fut terminé en Juillet et consacré en 1877. Le Révérend P.J. Erlach fut le premier pasteur de la jeune paroisse.
En 1880, en raison de l'augmentation numérique des croyants dans la paroisse, une église plus grande fut nécessaire. Le révérend Wunibald Wolf fut envoyé à Grand Island pour la construire. Le nouveau bâtiment fut consacrée le 7 Juillet 1889 par le vicaire général du vicaire, M. R. Schaffel. La nouvelle église mesurait 13m sur 36m avec deux clochers de 32 m de haut. L'estimation des coûts de la construction revenait à 20 000 dollars.
Le 8 mars 1912, le Pape Pie X divise le diocèse de Omaha en 2 parties, créant par cette occasion le diocèse de Kearney dans la partie ouest du Nebraska. 4 années plus tard, le Pape Benoît XV intègre 4 nouveaux comtés au nouveau diocèse. En 1917, le siège épiscopal est déplacé à Grand Island (le diocèse est renommé à ce moment là).
L'église locale (voir deux paragraphes plus haut) ne pouvant être le cœur du diocèse "en raison de sa simplicité", la construction d'une cathédrale fut actée. L'évêque James Duffy étudia de multiples styles d'architectures durant ses voyages. Il décida de construire le nouveau bâtiment dans un style néogothique. La construction démarra en 1926 et se termina en 1928. Il y a de fortes ressemblances avec la Sainte-Chapelle du Palais, à Paris. Le Cardinal Patrick Hayes de New York consacra la nouvelle cathédrale le 5 Juillet 1928. La paroisse continue de s'agrandir et en 1949 est créée au nord de la cité la paroisse des Saints Sacrements. Le presbytère actuelle fut terminée en 1951. L'ancien presbytère, ainsi que deux autres maisons, fut utilisé comme couvent jusqu'à la construction de l'actuel couvent en 1967.
La cathédrale fut redécorée à deux reprises: dans les années 50 et 80. L'église St. Mary's (NB: l'église existante avant la construction de la cathédrale à la suite de la décision du pape Pie X de modifier les diocèses), qui fut reconvertie en collège, a été démolie en 1965.

## Galerie

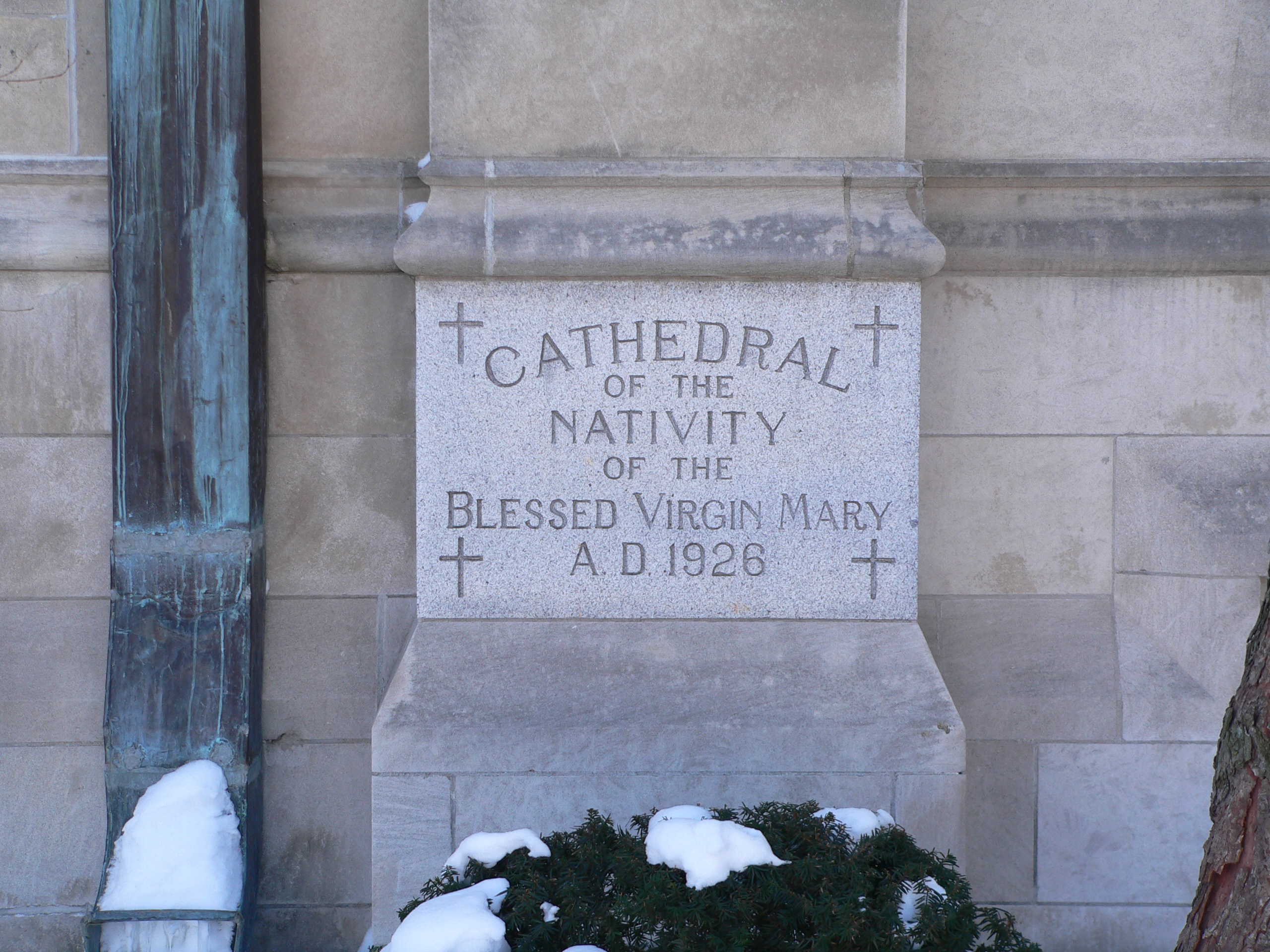
Pierre angulaire.
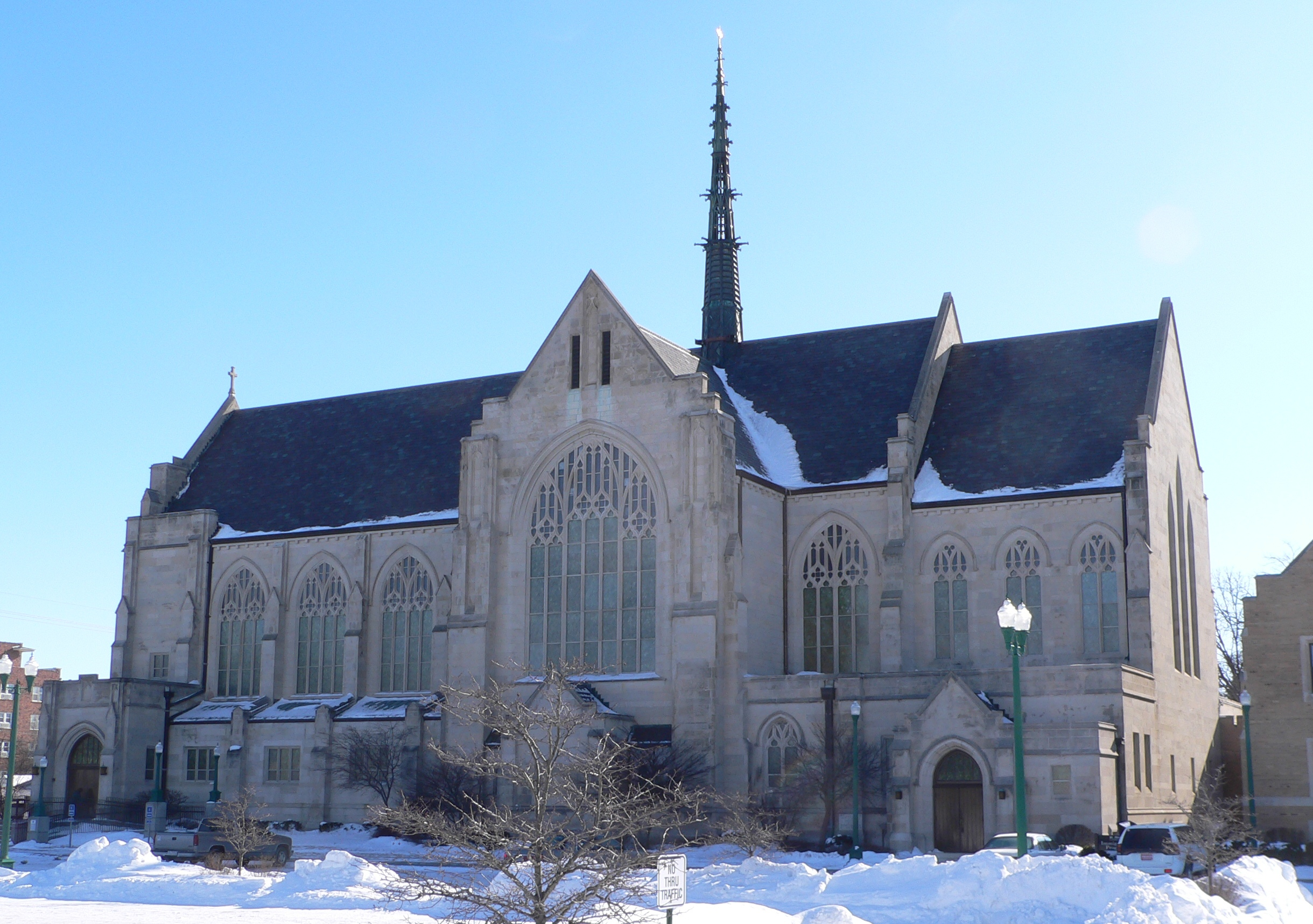
Vue du nord.
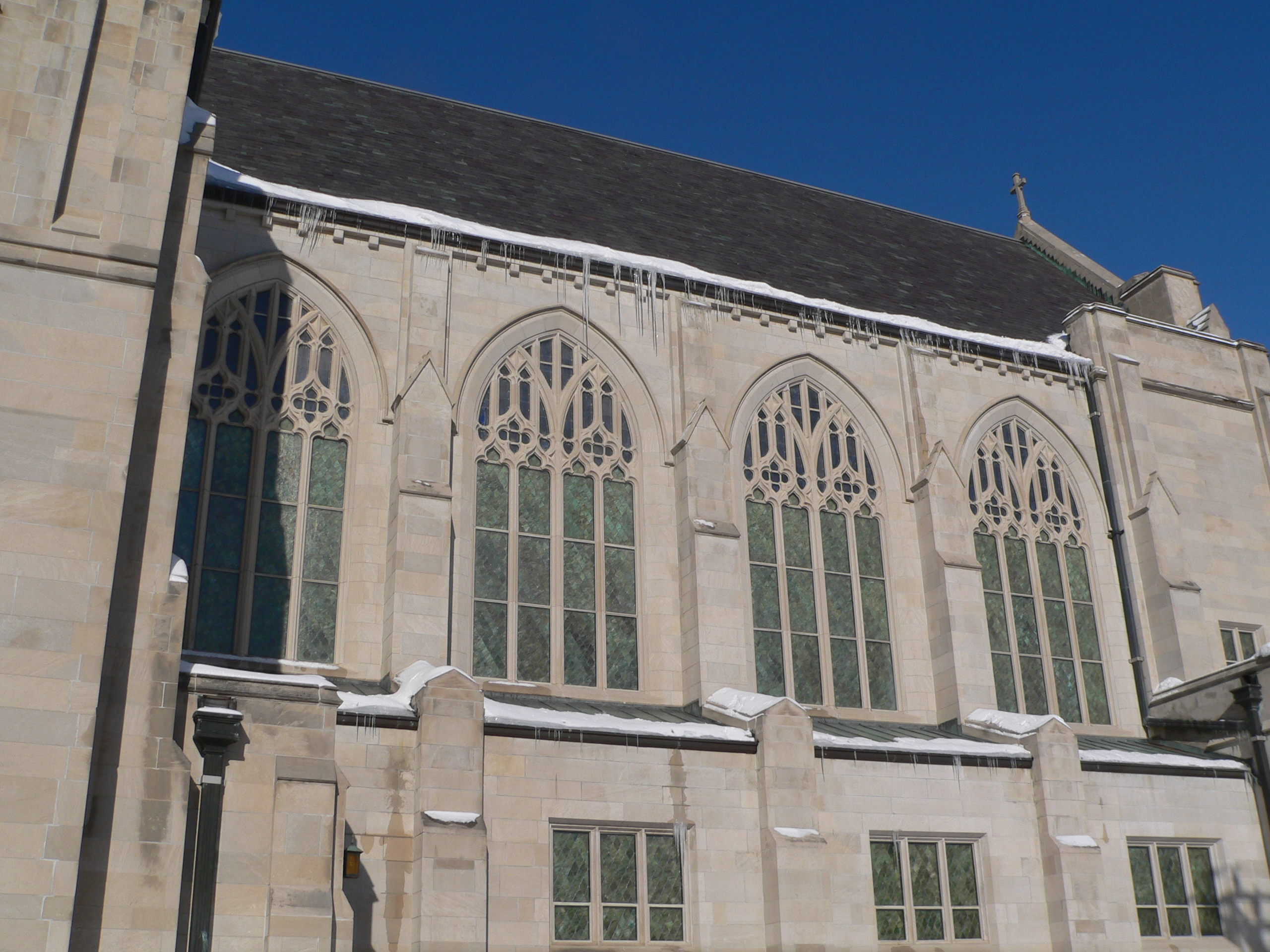
Fenêtres au sud.
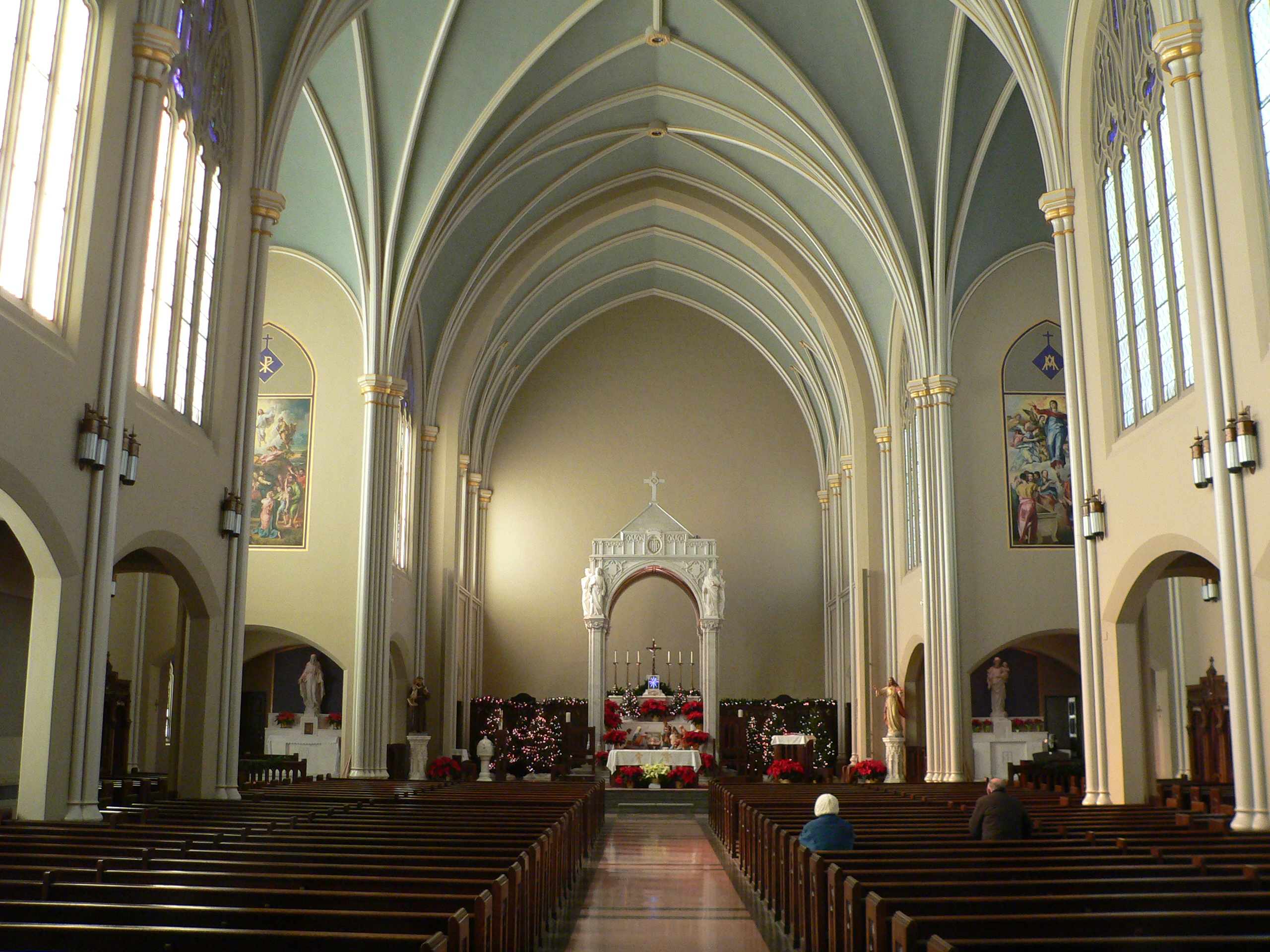
Intérieur de la cathédrale.
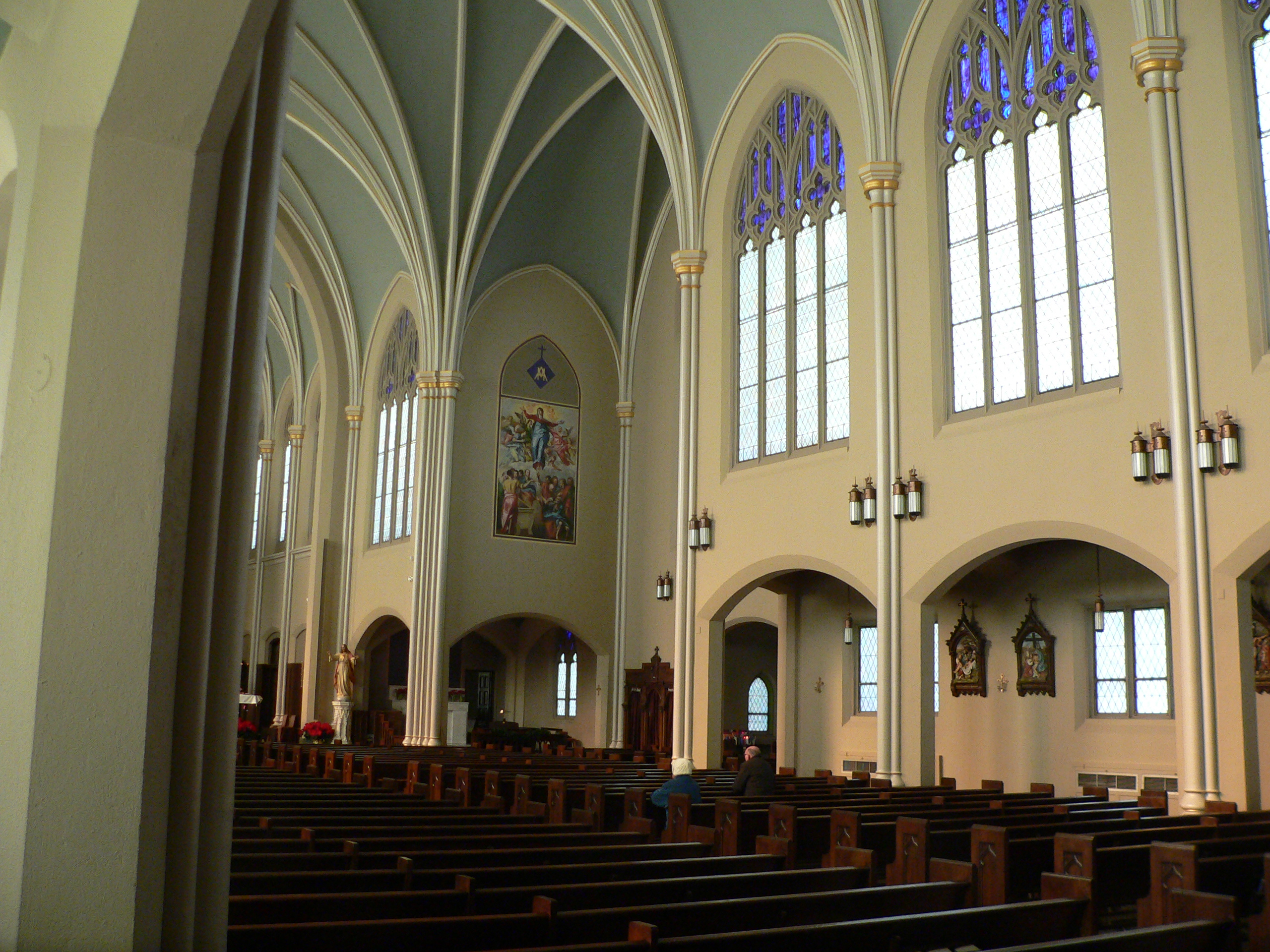
Intérieur de la cathédrale.